# Rhagodes melanopygus melanopygus
Rhagodes melanopygus melanopygus  es una subespecie de arácnido  del orden Solifugae de la familia Rhagodidae.

## Distribución geográfica
Se encuentra en Asia Central.